# Eurya wuliangshanensis
Eurya wuliangshanensis là một loài thực vật có hoa trong họ Pentaphylacaceae. Loài này được T.L.Ming mô tả khoa học đầu tiên năm 1997.